# السكك الحديدية الكينية
هيئة السكك الحديدية الكينية (KRC)، وكذلك تسمى السكك الحديدية الكينية (KR) هي السكك الحديدية الوطنية في كينيا. تأسست في عام 1977، وهي شركة تابعة للدولة الكينية.

## روابط خارجية
- المحركات البخارية
- تجربة السفر
- صالة عرض